# Miroslav Svoboda (1924–1942)
Miroslav Svoboda (15. května 1924 Kroměříž – 7. března 1942 Mauthausen) byl český odbojář, jediný syn generála Ludvíka Svobody.

## Život
Vystudoval Reálné gymnázium v Kroměříži, avšak v lednu 1942 byl vyškrtnut ze seznamu studentů poté, co byl odsouzen stanným soudem v Brně za účast v protinacistickém odboji na území v Protektorátu. Gestapo dostalo informace o rodině Svobodových, kteří údajně skrývali partyzány společně s jejich vysílačkou, kteří byli vysláni ze Sovětského svazu. Dne 25. listopadu 1941 byl zatčen gestapem u svého strýce Jaroslava Stratila, mlynáře v Nezamyslicích, společně s dalšími členy rodiny a spolupracovníky, kteří se podíleli na ukrývání parašutistů z výsadku S1/R.
Zemřel v koncentračním táboře Mauthausen v březnu 1942.